# Асоціація кіноіндустрії України
Асоціація кіноіндустрії України [Архівовано 4 серпня 2020 у Wayback Machine.] (англ. Film Industry Association of Ukraine (FIAU)) – фахова неприбуткова громадська спілка, що представляє інтереси галузі виробництва аудіовізуального контенту України. Одним з основних завдань Асоціації є створення сприятливих умов для української кіноіндустрії, разом або у співпраці з органами державної влади, приватними структурами, благодійними фондами та представниками міжнародних структур. Фактичну свою діяльність Спілка розпочала у 2015 року.  

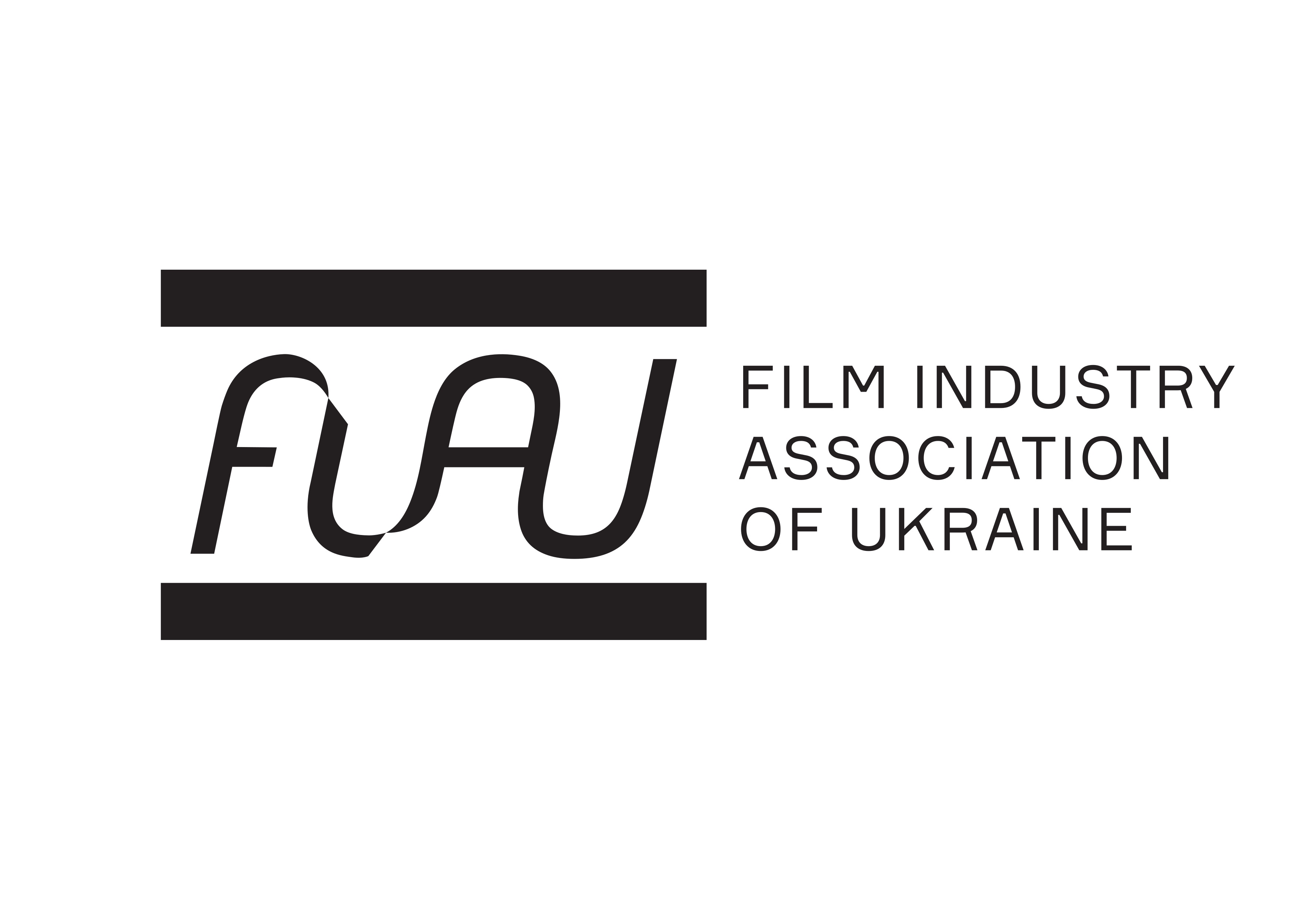
Лого Асоціації кіноіндустрії України

З 2019 року член міжнародної професійної асоціації – CEPI (the European Audiovisual Production association. 
З 2020 року член міжнародної фередерації асоціації кінопродюсерів FIAPF.

## Місія Асоціації
Одним з основних завдань Асоціації є створення сприятливих умов для української кіноіндустрії, разом або у співпраці з органами державної влади, приватними структурами, благодійними фондами та представниками міжнародних структур. 

## Учасники Асоціації
До складу організації входять передові продакшн-студії України:
Limelite [Архівовано 6 березня 2019 у Wayback Machine.]
TOY Cinema [Архівовано 6 березня 2019 у Wayback Machine.]
Solar Media Entertainment
Esse Production House [Архівовано 6 березня 2019 у Wayback Machine.]
Family Production [Архівовано 6 березня 2019 у Wayback Machine.]
Radioaktive Film [Архівовано 6 березня 2019 у Wayback Machine.]
Pronto Film [Архівовано 6 березня 2019 у Wayback Machine.]

## Діяльність
- 19 березня 2015 року — участь у Першому засіданні Громадської Ради про Держкіно України;
- 29 квітня 2015 року — участь у роботі Третього засідання Громадської Ради про Держкіно України;
- 13 травня 2015 року — участь у Нараді з питань розвитку кіно-театральної освіти під головуванням Віце-прем'єр-міністра — Міністра культури В'ячеслава Кириленка у Київському національному університеті театру, кіно і телебачення імені І. Карпенка-Карого;
- 7 грудня 2015 року — Участь у складі об'єднання «Кінокраїна» над Проєктом Закону про державну підтримку кінематографії в Україні";
- 16-17 вересня 2016 року — конференція Filmcommission Workshop «Створення та розвиток фільмкомісій в Україні» в рамках кінофестивалю «Корона Карпат» за участі представників Міністерства культури України, Міністерства інфраструктури та Держкіно України;
- 2018—2019 — випуск видання «Каталог українських фільмів 2017/18». За підтримки Держкіно України.
- 2018—2019 — спів-організатор українського павільйону на кіноринку Marche du Film Каннського кінофестивалю та на кіноринку Toronto International Film Festival
- 2018 — Кіноконференція Eurimages:перспективи та можливості співпраці. За підтримки Держкіно України.
- Проєкт 2019 — представлення України на кінофестивалі у Трієсті, Італія та кінофорумі WEMW. За підтримки Держкіно України.
- 2019 — випуск першого повного інформаційно-аналітичного видання про українську кіноіндустрію Co—production Guide. Ukraine. За підтримки Держкіно України.
- 2019 — проведення аудіо-візуального освітнього семінару «Лабораторія кіномонтажу в Україні» для українських фільмів у монтажнотонувальному періоді спільно Лабораторією першого кіномонтажу First Cut Lab, під керівництвом Метью Дарраса. За підтримки Держкіно України
- 2020 — розробка Рекомендації для зйомок кіно та реклами в період розповсюдження Covid19
- 2020 — організатор Форуму Продакшн в Україні. Партнери КМКФ Молодість, Асоціація рекламних продакшенів України, Fedoriv
- 2020 — Школа молодого продюсера. Місце зустрічі Київ. За підтримки Держкіно України.
- 2020 — Круглий стіл «Шляхи розвитку української кіногалузі: розробка стратегії і виклики»
- 2018—2021 — головний організатор українського стенда на Європейському кіноринку Берлінського міжнародного кінофестивалю (м. Берлін, Німеччина) За підтримки Держкіно України, Українського культурного фонду та приватних донорів.